# The Everly Brothers Sing Great Country Hits
The Everly Brothers Sing Great Country Hits är ett album utgivet i januari 1963 av The Everly Brothers. Sing Great Country Hits var duons nionde LP och den sjätte på skivbolaget Warner Brothers.

## Låtlista
Placering i England=UK

### Sid A
1. Oh, Lonesome Me (Don Gibson)
2. Born To Lose (Frankie Brown)
3. Just One Time (Don Gibson)
4. Send Me The Pillow That You Dream On (Hank Locklin)
5. Release Me (Eddie Miller/Dub Williams/RobertYoung)
6. Please Help Me, I'm Falling (Hal Blair/Don Robertson)

### Sid B
1. I Walk The Line (Johnny Cash)
2. Lonely Street (Carl Belew/Kenny Sowder/W.S. Stevenson)
3. Silver Threads And Golden Needles (Dick Reynolds/Jack Rhodes)
4. I'm So Lonesome I Could Cry (Hank Williams)
5. Sweet Dreams (Don Gibson)
6. This Is The Last Song I'm Ever Going To Sing (Jerry Allison/Sonny Curtis)

När skivbolaget Warner Brothers återutgav albumet 2005 parades Sing Great Country Hits ihop med albumet Gone Gone Gone på en CD. Dessutom fanns nedanstående elva bonusspår på skivan:
1. Love Her (Barry Mann/Cynthia Weil)
2. You're The One I Love (Boudleaux Bryant)
3. The Girl Sang The Blues (Barry Mann/Cynthia Weil) (UK #25)
4. Hello Amy (Don Everly)
5. I Think Of Me (Don Everly)
6. Nancy's Minuet (Don Everly) (singelversion)
7. Don't Forget To Cry (Boudleaux Bryant/Felice Bryant)
8. When Snowflakes Fall In Summer (Barry Mann/Cynthia Weil)
9. Ring Around My Rosie (Ronald Blackwell)
10. Trouble (okänd)
11. Girls, Girls, Girls (What A Headache) (okänd)